# Пакистанці в Саудівській Аравії
Пакистанці в Саудівській Аравії — пакистанці, які живуть в Саудівській Аравії, що народилися за межами Саудівської Аравії, або народилася в Саудівській Аравії, але мають пакистанське коріння. Одна з найбільших пакистанських діаспор.

## Історія
27 квітня 2011, представник МЗС Пакистану зробив заяву, в якій попросив владу Саудівської Аравії припинити жорстоке поводження з громадянами Пакистану в їхній країні, оскільки Пакистан завжди підтримував дружні стосунки з Саудівською Аравією. Представник Комітету при МЗС Пакистану повідомив, що три пакистанця були арештовані в Саудівській Аравії 22 березня 2010, суд постановив звільнити їх з-під варти, але до теперішнього часу вони продовжують знаходиться в в'язниці. У зв'язку з чим влада Пакистану висловила подив — чим викликана така упередженість до громадян їхньої країни проживають в Саудівській Аравії.